# Red Hook (New York)
Red Hook è un comune (town) statunitense sito nello stato di New York, contea di Dutchess.